# Château de Bonnac (Cantal)
Pour les articles homonymes, voir Château de Bonnac.
Le château de Bonnac est un château situé sur la commune de Bonnac, dans le département français du Cantal en région Auvergne-Rhône-Alpes.

## Localisation
Le château est situé dans la région historique et culturelle d'Auvergne.

## Historique
La tour d'escalier et l'aile occidentale remontent au XVIe siècle, tandis que l'aile orientale date du XVIIe siècle, et les éléments décoratifs intérieurs ont été ajoutés au XVIIIe siècle. La partie la plus ancienne comprend une salle voûtée en berceau construite en pierres de taille, ainsi qu'une grande cheminée dotée d'un four à pain.

## Description
C'est un bâtiment rectangulaire avec une tour d'escalier circulaire en saillie sur les trois quarts vers le sud, et aux coins est, deux échauguettes. 

## Protection
Le château de Bonnac est inscrit au titre des monuments historiques par arrêté du 7 décembre 1992.